# Jean-Pierre Dupuy
Jean-Pierre Dupuy (n. 20 februarie 1941, Paris, Franța sub ocupație nazistă) este un inginer de mine, filozof  și profesor de filozofie socială și politică la École Polytechnique și la Universitatea Stanford din California. A studiat la École Polytechnique și la École Nationale Supérieure des Mines din Paris și este un discipol al lui René Girard.
În 1982, împreună cu Jean-Marie Domenach, a fondat Centrul de științe cognitive și de epistemologie la École Polytechnique. Este de asemenea membru al Academiei de Tehnologii.

## Lucrări publicate recent
- La Panique (2003)
- Pour un catastrophisme éclair. Quand l'impossible est certain (2004)
- Petite métaphysique des tsunamis (2005)
- Retour de Tchernobyl. Journal d'un homme en colère (2006)

## Lucrări traduse în limba română
- Tsunami. Scurtă metafizică a catastrofelor, Editura Nemira, 2007